# Józef Milik
Józef Tadeusz Milik (Seroczyn, Polonia, 24 de marzo de 1922-París, 6 de enero de 2006) fue un erudito bíblico polaco y sacerdote católico, conocido por sus investigaciones de los Rollos del Mar Muerto y de otros manuscritos del Desierto de Judea, y por su traducción de los fragmentos del Libro de Enoc en arameo.
Además de su polaco nativo, hablaba con fluidez ruso, italiano, francés, alemán e inglés. Además dominaba muchos idiomas antiguos y lenguas muertas, incluyendo hebreo, griego, latín, arameo, siríaco, eslavo eclesiástico antiguo, árabe, georgiano, ugarítico, acadio, sumerio, egipcio e hitita.

## Biografía
Nació en una familia de campesinos en un pequeño pueblo en el centro de Polonia. Su padre, a pesar de ser agricultor, estaba interesado en la ciencia, se educó y reunió una rica biblioteca. Influyó en su hijo, que terminó la secundaria en Siedlce y luego ingresó a la escuela de teología de Płock en 1939. Cuando los alemanes cerraron la universidad después de invadir Polonia, se mudó a Varsovia. Después de la Segunda Guerra Mundial, estudió en la Universidad Católica de Lublin y en 1946 fue ordenado sacerdote.
Józef Milik descifró cientos de textos de los Rollos del Mar Muerto como miembro del equipo de publicación. Comenzó a traducirlos y publicarlos a principios de la década de 1950, mientras estudiaba en el Pontificio Instituto Bíblico de Roma.
Luego se unió al equipo de Roland de Vaux y ayudó a descubrir la Cueva 3, excavó y desenterró cientos de fragmentos de la Cueva 4 y participó en el descubrimiento y las excavaciones de las Cuevas 5 y 6. Más tarde se convirtió en uno de los participantes más importantes del equipo de traducción y publicación.